# عيد البحر
عيد البحر (باليابانية: 海の日 أومي نو هي) هو عطلة وطنية في اليابان يحتفل بها في ثالث يوم اثنين من شهر يوليو من كل عام. يستغل الكثير من الناس الفرصة من هذه العطلة لأخذ نزهة على شاطئ البحر. على اعتبار أن هذا العيد هو عطلة حديثة، فلا يوجد أي احتفالات تقليدية مرتبطة بهذا اليوم.

## تاريخ
حدد القانون الوطني الياباني يوم البحر كيوم لشكر البحار والمحيطات والامتنان لها على تحقيق الازدهار الاقتصادي البحري في اليابان، حيث على اعتبار أن اليابان بلد أرخبيل فتعد للبحار أهمية كبرى وتأثير ذو أهمية عالية على حياة الناس. عرف هذا العيد قبل عام 1996 باسم عيد ذكرى البحرية ولم يكن عطلة رسمية. أصبح هذا العيد عطلة رسمية في عام 1996 وثبت موعده في 20 يوليو. عدل القانون القديم في عام 2003 لتحديد العطلة لهذا اليوم بيوم الإثنين الثالث من شهر يوليو.